# Кульбекова, Туты
Туты Кульбекова, другой вариант имени — Тутыхон (узб. Toʻtixon Qulbekova; кишлак Файзиабад, 1915 год — неизвестно, Узбекская ССР) — звеньевая колхоза «Кзыл Кушун» Алты-Арыкского района, Ферганская область, Узбекская ССР. Герой Социалистического Труда (1950). Депутат Верховного Совета Узбекской ССР 3-го созыва.

## Биография
Родилась в 1915 году в кишлаке Файзиабад (Fayziobod) на территории современного Алтыарыкского района. С 1938 года — рядовая колхозница колхоза «Кзыл Кушун» (Красная Армия) Алты-Арыкского района. С 1943 по 1946 года — заместитель председателя, с 1946 по 1948 года — заведующая фермой в колхозе «Ленинград». С 1948 по 1952 года — звеньевая хлопководческого звена колхоза «Кзыл Кушун» Алты-Арыкского района. С 1944 года — член ВКП(б).
В 1949 году звено под её руководством собрало в среднем с каждого гектара по 69,2 центнера хлопка-сырца. Указом Президиума Верховного Совета СССР от 13 июня 1950 года удостоена звания Героя Социалистического Труда за «получение высоких урожаев риса, хлопка и зеленцового стебля кенафа на поливных землях при выполнении колхозами обязательных поставок и контрактации по всем видам сельскохозяйственной продукции, натуроплаты за работу МТС в 1949 году и обеспеченности семенами всех культур в размере полной потребности для весеннего сева 1950 года» с вручением ордена Ленина и золотой медали "Серп и Молот.
С 1957 по 1963 года — бригадир в этом же колхозе. В последующие годы: заведующая фермой в колхозе «Ленинград» (1963—1964), председатель сельсовета кишлака Файзиабад (1964—1969), заместитель председателя колхоза «Ленинград» (1969—1970), бригадир шелководческой бригады (1971—1975).
Избиралась депутатом Верховного Совета Узбекской ССР 3-го созыва (1951—1954).
В 1975 году вышла на пенсию. Дата смерти не установлена.
Награды
- Герой Социалистического Труда
- Орден Ленина — дважды
- Орден «Знак Почёта»